# 機動戦士ガンダムの登場人物 民間人
機動戦士ガンダムの登場人物 民間人（きどうせんしガンダムのとうじょうじんぶつ みんかんじん）は、テレビアニメおよびアニメーション映画『機動戦士ガンダム』に登場する架空の人物のうち、地球連邦軍およびジオン公国軍のどちらの陣営にも属していない「民間人」を列挙する。 
声の項で、複数の声優が演じていたテレビ版での担当話数については「ガンダム・エイジ ガンプラ世代のためのガンダム読本」を参照とする。
地球連邦軍に所属している人物は機動戦士ガンダムの登場人物 地球連邦軍を、ジオン公国軍に所属している人物は機動戦士ガンダムの登場人物 ジオン公国軍 (あ行-さ行)と、機動戦士ガンダムの登場人物 ジオン公国軍 (た行-わ行)を、特に説明が必要な人物は各人の項目を参照。

## 個別記事のある人物
以下の人物に関しては各人の項目を参照。
- カツ・ハウィン

## ア行

### イセリナ・エッシェンバッハ
Icelina Eschonbach
声 - 潘恵子（テレビ版） / 上田みゆき（劇場版I） / 名越志保（特別版） / 種田梨沙（U.C. ENGAGE）
ジオン公国軍が地球にて占領したアメリカ大陸のニューヤーク市の前市長エッシェンバッハの娘。ガルマ・ザビと相思相愛となり、結婚の約束まで交わした仲だったが、ジオンを憎む父親の猛反対を受けていた。ガルマはもし結婚を聞き届けてもらえないならば、ジオンを捨ててもよいと口にするほど彼女に惚れ込んでいた。ホワイトベースを追って出撃したガルマの身を案じた彼女は、自家用ジェット機でガルマの陣中見舞いを試みるが、使用人らの制止に遭い父親からは平手打ちされて果たせずに終わる。そして、ガルマはホワイトベースとの戦闘で最期に彼女の姿を思い浮かべつつ戦死。その報を父親から聞かされた彼女は彼の名を呼び泣き崩れる。
そして11話でガルマの基地を訪ね、部下であったダロタに訴えて仇討ちのためガウ攻撃空母3隻で出撃。他の2機を撃墜されるも、負傷したダロタに代り自らガウの操縦桿を握ってガンダムへ特攻、その衝撃でガンダムを操縦不能に追い込む。修理のため外に出たアムロを銃を構えて狙い撃とうとするが、自身もガウの特攻時に既に深手を負っており、力尽きてガウから転落し死亡。その際の彼女がアムロを仇と呼んだことは、アムロに深い衝撃を与えた。その後アムロ、カイ、リュウ、ハヤトによって名も知らぬ女性として砂漠に埋葬される。
劇場版『機動戦士ガンダム』及び漫画『機動戦士ガンダム THE ORIGIN』においては、11話に相当するエピソードは完全にカットされている。『THE ORIGIN』では、父親や反ジオン抵抗運動の動向をガルマに伝える情報提供者の役目も務めていたことが示されている。
なお、10話の脚本を担当した山本優は、一連のイセリナに対する監督・富野由悠季の演出法の宝塚歌劇団のようなクサさに激昂したという。
メインキャラとは言い難い彼女であるが、ガンプラブーム時には他のメインキャラクターと並んで1/20キャラコレのなかでマスプロダクトとしてバンダイから立体化されている。
漫画『機動戦士ガンダム ラストホライズン』では、遺体はカプセルのような「棺」に保存されており、その胎内にガルマの子供を宿しているとされ、物語の鍵を握る存在となっている。

### エッシェンバッハ
Eschonbach
声 - 飯塚昭三（テレビ版） / 緑川稔（劇場版I） / 堀勝之祐（特別版）
ニューヤーク市の前市長。財界の要望もありジオン軍のニューヤーク市支配にやむをえず協力していたが、元々エッシェンバッハ家は地球連邦に近い筋の名家であるため、ガルマとイセリナの結婚には断固反対している。シャア・アズナブルもパーティーで見かけた彼を頑固そうだと評している。妻とは死別しているといわれる。
『ラストホライズン』では、公国軍の地球降下作戦で徹底抗戦をうながす連邦に逆らって早々に恭順の意を示し、結果的に連邦が強行した防衛戦で市の中心は廃墟になるも、事前の退避命令によって民間人の死傷者はわずかとなる。その功もあり、地球側の代表としてガルマの近くで占領行政にたずさわったとされる。同作では連邦への亡命を希望し、ハリウッドで極秘作戦が展開される。
『THE ORIGIN』ではフルネームをヨーゼフ・エッシェンバッハとされ、ロサンゼルス市長で元北米合衆国大統領候補となっている。反ジオンのゲリラ運動を陰で支援しており、パーティーの最中に武装蜂起させていた。ジオン側もその動向を掴んでおり、ガルマ戦死の報をイセリナへ知らせた直後、反逆罪によりジオンの憲兵に逮捕・拘束を宣言されるが、机の引き出しにある拳銃を取ろうとしたため、その場で処刑された。

## カ行

### カマリア・レイ
Kamaria Ray
声 - 沢田敏子（テレビ版） / 倍賞千恵子（劇場版I） / 池田昌子（特別版） / 行成とあ（ガンダムG40） / 幸田夏穂（劇場アニメ『ククルス・ドアンの島』）
アムロ・レイの母親。宇宙での暮らしに馴染めず、夫のテム・レイに幼いアムロを託して別居し、地球でひとりで生活をしていた。なお、カマリアという名は小説版に基づいて劇場版で付けられたもので、TV版でのエンディングクレジットは単にアムロの母となっていた。テレビ版での登場は13話のみ。
一年戦争中は避難民キャンプでボランティアの救護活動をしており、そこで息子アムロと久々の再会を果たす。しかし、偵察に来たジオン兵マグとロスに対し銃を発砲、ひとりに重傷を負わせたアムロを見て驚き、昔の優しかった頃に戻って欲しいと諭す。彼女の言葉に反発して走り去るアムロに絶望の言葉を投げかけ、男手で育てたことが原因ではと夫テムを内心責める言葉を洩らした。
アムロは、過酷な戦争の渦中で生きる自分を受け容れぬ母との断絶を感じ、ホワイトベースのクルーとして敬礼、キッパリと別れを告げる。その後の消息は不明。なお、このシーンの富野由悠季の絵コンテには、彼女の背後の自動車に乗った男が情夫であるとの書き込みがあり、小説版ではアムロの幼少時から情夫と密通していたことが描写されている。
テレビ版13話の脚本を担当した星山博之はこの話に関し、放映当時言われていた「教育ママ」や「過保護」といった親離れ、子離れ出来ない者に対し「子どもが母親から自立する」という事を話の骨としたと、後年自身の書籍に書いている。
『THE ORIGIN』では、アムロがカマリアに別れを告げた地が鳥取砂丘であった事が示されている。またジャブローでの実験中にアムロが見た悪夢に登場しており、映画『ククルス・ドアンの島』でも同様のシーンがある。
2020年、「機動戦士ガンダム40周年記念 ガンダム×KEN OKUYAMA DESIGN×LDH JAPAN“G40プロジェクト”」として制作・公開されたスペシャルWEBムービー（通称『ガンダムG40』）では、風貌や立ち振る舞いが原典から相当にリ・デザインされたカマリアが登場する。映像では彼女がガンダムの存在に深く関わっているかのような演出がされているが、詳細な設定が公表されていないため、あくまでもイメージに留まっている。

### カムラン・ブルーム
Cameron Bloom
声 - 塩沢兼人（テレビ版） / 村山明（劇場版III・逆襲のシャア） / 磯部弘（特別版） / 興津和幸（『GQuuuuuuX』）
サイド6の検察官。眼鏡をかけたインテリ風の青年で、スレッガー曰く「優男（やさおとこ）」。ミライ・ヤシマとは許婚の関係にあった。親同士が勝手に決めた結婚話ではあったが、カムランは戦争の勃発で行方不明となっていた婚約者ミライの捜索に非常に熱心であった。しかし、ミライは元々この結婚話に冷淡であった上、何かというと名門を誇る父親の力を当てにして物事を自力で成し遂げようとせず、戦争をまるで他人事のように考えるカムランとの間に性格的なズレも感じている旨の発言をしている。補給も修理も与えないというサイド6政庁の意に反して、カムランはペルガミノの浮きドックを斡旋、修理の手筈を整える。しかしドックはコンスコン艦隊によって破壊され、ホワイトベースは損傷したままサイド6に逆戻りせざるをえなかった。
彼は出航するホワイトベースに、ジオン軍のコンスコン隊が待ち伏せしているにも係わらず自家用機での水先案内を申し出る。このカムランの行為も、自分の気を惹こうとするスタンドプレーとしか見ないミライにとってはありがた迷惑でしかなかったが、ブライトは彼の提案に非常に乗り気だった。スレッガーがミライを平手打ちの後に窘め、それが後押しとなって水先案内は実行に移される。
『機動戦士ガンダム 逆襲のシャア』では、地球連邦政府会計監査局の代表としてロンデニオンで行われた地球連邦政府とネオ・ジオンの和平交渉に立会うが、その裏に隠された真実を知りミライの夫となったロンド・ベル隊司令のブライトに告げる。さらに、会計監査局扱いで「博物館行きの代物」と揶揄される15基の核弾頭をブライトに託す。この行為についてカムランは「現行の連邦政府が生き続ければ終身刑になるだろう」と述べており、動機については「ミライに生きていてほしいから」と語っている。
漫画『機動戦士ガンダムUC 虹に乗れなかった男』では、上記の核弾頭をもち出した罪状により、情状酌量の余地はあるにしても通常の横領罪では済まされず、終身刑を免れない立場となる。査問会でブライトは、自分がロンド・ベル司令の権限を行使して依頼したことであり、責任はすべて自分にあると庇おうとするが、カムランが核弾頭をもち出したのはアデナウアー参謀次官がブライトへ危機対処に関する全権を委任する前のことであり、減刑は不可能であった。しかし、ブライトが連邦政府のスポークスマンとなり、アクシズ・ショックはニュータイプ的な現象ではないと証言することを了承することにより、訴追は免責される。

### キッカ・キタモト
Kikka Kitamoto
声 - 井上瑤 / 荘真由美（TV版『Ζ』） / 小松由佳（劇場版『Ζ』） / 広橋涼（ガンダムさん） / 新井里美（劇場版『ククルス・ドアンの島』）
ホワイトベースに乗っていた民間人の子供で孤児。元気な女の子でカツ・ハウィン、レツ・コ・ファンとともに殺伐としがちなホワイトベース内を和ませ、大いにやんちゃな個性を発揮する。30話では、3名ともジャブローの託児施設に預けられそうになるが、嫌がってそこを抜け出しジムの工場に迷い込んだ際、潜入していたジオン軍の工作員たちと遭遇。捕縛されるも脱出に成功し、ジムに仕掛けられた時限爆弾をすべて外しバギーで運び出すまでを3名だけでやってのける大活躍を見せた。最終話では、ア・バオア・クーから脱出するアムロのコア・ファイターを3人でテレパシー誘導し、高いニュータイプ能力の片鱗をみせる。
小説版にもやんちゃな少女として登場する。サイド7からの避難民として木馬（ペガサス）へ収容されるまではアニメ版と変わらないが、民間人はルナツーで全員下艦させられてしまうため、以後は終戦までフラウ・ボゥやカツ、レツと共にルナツーでひたすら下働きに明け暮れ、木馬のマスコット的な存在となることもなく終わる。
漫画『機動戦士ガンダム THE ORIGIN』の特別編「その前夜」では、原作版の第1話の前日譚に当たるサイド7の様子が描かれているが、キッカはカツに宿題を教えてもらっている。自動車（エレカ）で迎えに来る母親も登場し、不良と言われているレツとは母親から遊ぶのを禁止されるものの、キッカは意に介していない。
一年戦争後、ハヤトとフラウが結婚し、カツ、レツと共に養子となり、キッカ・コバヤシ （Kikka Kobayashi）となる。『機動戦士Ζガンダム』登場時の成長したキッカのビジュアルについては、キャラデザインの安彦良和は『Ζ』の企画自体に乗り気ではなく、サンライズからの要請で渋々引き受けた仕事だけに「メインストーリーにも絡まないサービス出演のキャラをそこまで美化する必要もないし、まあ（ビジュアル的に）こんなものじゃないですかね」と発言している。劇場版『機動戦士ΖガンダムIII 星の鼓動は愛』では、新作カットで登場シーンが増えている。
なお、アーケードゲーム『機動戦士ガンダム スピリッツオブジオン』に、タカシ・キタモト大尉なるサイド7出身の連邦軍パイロットが登場しており、ジオンの軍事活動によってサイド7に住む家族が行方不明になったという設定であるが、キッカの血縁者かどうかは不明。
漫画作品『機動戦士ガンダム ピューリッツァー -アムロ・レイは極光の彼方へ-』では大学生となって月のキャンパスに通っている。帰省した際に前年の第二次ネオ・ジオン抗争でMIAとなったアムロが戦死扱いになるという報せ（と追悼式典への出席招待）を切っ掛けにアムロという人物の足跡を追うこととなる。
準備稿段階の早くからカツ、レツとともに決定稿とほぼ同様に描かれているが、上半身の服装は決定稿直前までビキニタイプであった。決定稿ではタンクトップに変更された。
名前の由来は橘花から。

### クム
Kum
声 - 間嶋里美
ククルス・ドアンに親を殺された戦争孤児で、彼が他の子供達と一緒に面倒を見ていた目の小さいオーバーオール着用の男の子。『機動戦士Ζガンダム』に登場するクムとは別人である。

### コーリー
Coaly
声 - 井上瑤
ホワイトベースに乗っていたサイド7の避難民の子供。母であるペルシアに連れられて地球のセント・アンジェ跡にてホワイトベースを降りる。愛称は「コー君」。
劇場版には登場しない。

### コミリー
Comilly
第13話にて名前のみ登場。地球でのアムロの幼馴染で、幼い頃アムロとよく教会のある丘の上で遊んでいたらしい。コミリーの母によれば、一年戦争の戦渦に巻き込まれ、すでに死亡したという。

### コミリーの母
声 - 片岡富枝（テレビ版・劇場版I） / 岡田和子（特別版）
アムロの出生地の近くに住んでいる太ったおばさんで、リンゴなど果物を売って生計を立てていた。とある連邦軍兵士が丸かじりしたリンゴの代金を払うよう頼むが、兵士は「拾え」とばかりに地面に放り投げる。偶然に通りかかったアムロはそれを注意したが、兵士らから殴る蹴るの暴行を受けてしまう。彼女は娘の友達だったアムロを思い出して彼をかばい代金を兵士へ渡して引き取らせる。娘のコミリーと夫が空襲ですでに死亡したこと、アムロの母であるカマリアが生存していること、彼女の居場所である避難民キャンプのことをアムロへ伝えた。その後の詳細は不明。エンドクレジットではテレビ版・劇場版Iともにおばさんと表記された。

## サ行

### ジル・ラトキエ
Jill Ratokie
声 - 松岡洋子（テレビ版） / 近藤多佳子（劇場版II） / 中西裕美子（特別版）
ベルファストにて姉のミハルと共に暮らしている幼い弟。ミハルからは、残したお金で妹のミリーと共に暮らすよう言われていた。
小説『フォウストーリー そして、戦士に…』にも登場し、その後ミリーは誘拐されて行方不明になってしまい、彼自身はムラサメ研究所に拾われ強化人間の被験者（被験者番号005）となる。同時期に入所したキョウ（被験者番号004、後のフォウ・ムラサメ）とアマリ・ガーフィールド（被験者番号006）と共に同じ部屋で暮らしていた。実験に使用するサイコガンダム試作8号機が未完成であることを知ると、次に実験台にされるであろうキョウたちを守るためにパイロットに志願。そして実験中に死亡した。ただし、この作品自体は公式設定というわけではない。
『フォウストーリー そして、戦士に…』での主な搭乗機は、RMS-106 ハイザック（シミュレーター）、MRX-008 サイコガンダム試作8号機（通称：冷蔵庫）。
漫画『機動戦士ガンダム THE ORIGIN』外伝「アルテイシア 0083」では名前のみ登場し、「アストライア財団」で戦争孤児救援に従事するセイラ・マスの口から、孤児園に入らず家を守り続ける彼とミリーを財団が見守ってゆくことがカイ・シデンに語られた。

### スミス
Smith
声 - 滝雅也
ホワイトベースに乗っていたサイド7の避難民で、ペロの祖父。連邦軍の命令で強制的にサイド7へ移民させられる前は南米でコーヒー園を営んでいたらしい。息子夫婦を一週間戦争で亡くしている。今度こそはジオンが攻めて来ようと連邦軍に強制退去を命じられようと絶対に動かず故郷の南米に骨を埋めたいとアムロに語っていたが、その後は登場しなかった。

## タ行

### タチ
Tachi
声 - 松岡洋子
ククルス・ドアンに親を殺された戦争孤児。他の子供達と一緒にククルス・ドアンが面倒を見ていた目の大きいタンクトップを着た男の子。劇場版には登場しない。

### チヨ
Chiyo
声 - 高木早苗
ククルス・ドアンに親を殺された戦争孤児。他の子供達と一緒にククルス・ドアンが面倒を見ていた、おかっぱ髪の女の子。クレジットではチョと表記される。劇場版には登場しない。

## ハ行

### ハヤトの母
声 - 鈴木れい子（テレビ版・劇場版I）

### ファム・ボゥ
Fam Bow
声 - 鈴木れい子（テレビ版、第1話）/ 井上瑤（テレビ版、第2話） / 加川三起（劇場版I） / 津島瑞穂（特別版） / 進藤尚美（THE ORIGIN）
フラウ・ボゥの母。脱出のため父（フラウ・ボゥの祖父）と娘（フラウ）と共に退避カプセルを出てスペースゲートに向かっていたが、フラウがアムロの元に駆け寄る途中、ザクのマシンガンの流れ弾が起こした爆発に巻き込まれて父と共に死亡した。

### フラウ・ボゥの祖父
声 - 永井一郎
フラウの祖父でボゥの爺さんと呼ばれていた。脱出のため娘（ファム）と孫（フラウ）と共に退避カプセルを出てスペースゲートに向かっていたが、フラウがアムロの元に駆け寄る途中、ザクのマシンガンの流れ弾が起こした爆発に巻き込まれて娘ファム(フラウの母)と共に死亡した。

### ペルガミノ
Pergamino
声 - 永井一郎 / 佐々木祐介（GQuuuuuuX）
設定画では「ベルガミノ」と記載されているが、アフレコ台本では「ペルガミノ」となっており、劇中の複数の台詞でも確認できる。
サイド6の修理屋（設定画より）。サイド6付近の戦闘禁止区域外に浮きドックを所有し、戦闘禁止区域外での戦力回復行為が中立規定に抵触しないことを利用して地球連邦軍、ジオン公国軍双方の艦船の修理を有償で請け負い、大きな利益を得ている。ホワイトベースが中立のサイド6へ入港した際、カムラン・ブルームの依頼で修理を所有する浮きドックでおこなおうとするが、サイド6の戦闘禁止区域を出て、浮きドックに近づいたところでジオン公国軍のコンスコン機動部隊の襲撃を受けてしまう。
この浮きドックには両軍とも世話になっていることから攻撃が控えられてきたが、ホワイトベース撃沈のみを目標とした、国際問題に発展することも辞さないコンスコン隊のなりふり構わない攻撃による煽りで浮きドックも戦闘に巻き込まれて破壊されてしまう。劇場版では、浮きドックの場面が完全にカットされた関係で登場しない。
『機動戦士ガンダム THE ORIGIN』ではドックでのガンダムの改造に難色を示すが、モスク・ハンよりジオン軍協力の事実を責められ、しかたなく唯一の乾ドックを貸すも、実験の成果によりそれを滅茶苦茶にされたため、モスクを「ヘタレ科学者」と罵倒する。
小説版『機動戦士ガンダムUC』によれは、一族で「ペルガミノ造船」を経営し、サイド6に多数の浮きドックを擁していたとされる。のちに鉱物資源衛星「パラオ」の総督となるペペ・メンゲナンと関係が深く、修理業にもちいられる鉱物資源の横流しを受けていたともいわれる。なお、戦後ペルガミノは隠遁している。
宇宙世紀0099年12月に発行された雑誌『アナハイム・ジャーナル』第100号には、名前を冠されたプチ・モビルスーツによるレース・イベント「ベルガミノ・カップ」の開催記事が掲載されている。

### ペルシア
Persia
声 - 門谷美佐
ホワイトベースに乗っていたサイド7の避難民の一人。ホワイトベースが地球に降りた際、亡き夫の故郷であるセント・アンジェを目指して息子コーリーと共に下船する。親子で歩いていた所を、ジオン公国軍のルッグン機長バムロに発見されるが、彼は母子の行く先に何もないことを心配し救援キットを渡す。その後、バムロたちはガンダムと交戦し負傷したため、ペルシアは彼らの手当をした。
バムロは別れ際にセント・アンジェがすでに消滅してしまっていることを告げ、一緒にホワイトベースを下船した避難民のところに戻ることを勧めた。彼女はその事実に衝撃を受け、悲嘆に暮れている。その後は消息は描かれておらず不明。
劇場版ではエピソードごと完全カットされ未登場だが、『機動戦士ガンダム THE ORIGIN』では収録されている。
漫画『ガンダムジェネレーション』に掲載された『鋼鉄の処女』では、ペルシアの夫カールが実は生存しておりジオン軍傭兵部隊の一員として登場。元は連邦軍兵士だったが大戦中に戦死扱いとなり、生き残るためにジオン軍への移籍に至った。また、妻子の写真を常に所持しており、彼女たちのサイド7からの脱出を願う様子も見られた。ただし、この作品自体は公式設定というわけではない。

### ペロ
Pelo
声 - 井上瑤（テレビ版） / 門谷美佐（劇場版）
ホワイトベースに乗っていたサイド7の避難民の子供でスミスの孫。アムロに故障したラジコン自動車を修理してもらった。スペースコロニー生まれで、地球の海を見て感動していた。祖父と共に南米へ辿り着けたかは不明。

## マ行

### ミハル・ラトキエ
Miharu Ratokie
声 - 間嶋里美 / 雪乃五月（PSゲーム）
ベルファストに住む少女。幼い弟のジルと妹のミリーを養うために物売りのかたわら、ジオン公国軍のスパイ活動を行っている。ジオン公国軍でのコードネームはスパイ107号。
ホワイトベースの連邦軍編入に反感を抱き艦を降りたカイと出会い、スパイ任務を遂行しようとする。その後、連邦兵に変装してホワイトベースに潜入し、スパイ活動を開始するが偶然にもカイに遭遇。彼とアムロの会話からホワイトベースの進路を聞き出しジオン軍へ伝える。その後マッドアングラー隊によるホワイトベースへの攻撃の際、自分の弟妹くらいの子供（カツ・レツ・キッカ）が艦内に居るのを目の当たりにし、自らの行った行為を後悔する。その後、罪滅ぼしとしてカイと共にガンペリーに乗り応戦し、アクシデントによりコクピットからの発射操作が不能になったミサイルを手動で発射させるため自らコンテナへ降りて行って発射させズゴック（劇場版ではグラブロ）を撃破したが、ミサイル発射時の爆風に煽られて機体から投げ出され死亡した。彼女の死はカイにジオンと戦う意味を悟らせ、彼女の様な悲劇を繰り返さないために戦争を終わらせる決意を抱かせた。
富野は当時、アニメ劇場版では上映時間の問題から彼女のエピソードがカットされる可能性があったことを語っている。

### ミリー・ラトキエ
Milly Ratokie
声 - 井上瑤（テレビ版） / 中谷ゆみ（劇場版II） / 高木礼子（特別版）
ベルファストにて姉のミハルと共に暮らしている幼い妹。ミハルが行方不明となってからもミハルが残したお金で兄のジルと共に暮らしていた。
小説『フォウストーリー そして、戦士に…』によれば、後に誘拐されて行方不明になったという。ただし、この作品自体は公式設定というわけではない。
漫画『機動戦士ガンダム THE ORIGIN』外伝「アルテイシア 0083」では名前のみ登場し、「アストライア財団」で戦争孤児救援に従事するセイラ・マスの口から、孤児園に入らず家を守り続けるジルと彼女を財団が見守ってゆくことがカイ・シデンに語られた。
漫画『機動戦士Ζガンダム Define』ではカイに引き取られていたが、ジャーナリストとして（また、エゥーゴやカラバの協力者として）世界中を飛び回るカイが連れて歩く訳にもいかず、留守を守らせる間の手慰みと与えられたコンピュータの扱いに習熟してコンピュータ関連ではカイの手伝いができるレベルに成長していた。

## ラ行

### ランク・キプロードン
小説版が初出。中立の立場をとるサイド6の「大統領」とされる。ランク政権はジオン公国寄りと言われ、キシリア・ザビと内通していると噂される。
アニメ版には直接登場しないが、映画『めぐりあい宇宙』でのブライト・ノアの台詞に「ランク政権」「ランク内閣」という単語が登場する。「ザビ家がテコ入れをしている」とされる。
漫画『機動戦士ガンダムMS BOYS -ボクたちのジオン独立戦争-』では「首相」または「宰相」とされ、ヒロインとして娘のアストリッドも登場する。回想の中で父も登場し（後ろ姿のみ）、キシリアやマ・クベ、ウラガンらと会見している。娘曰く、ザビ家の後ろ盾で権力を得、連邦軍に対しても媚を売り、娘をも政治の道具に利用しようとする（ガルマ・ザビの花嫁候補との噂もあった）。

### レツ・コ・ファン
Letz Cofan
声 - 鵜飼るみ子 / 頓宮恭子（TV版『Ζガンダム』） / 柳井久代（劇場版『Ζガンダム』） / 潘めぐみ（劇場版『ククルス・ドアンの島』）
サイド7の戦災孤児として、ホワイトベースに避難。当時5歳。カツやキッカらとトリオとして、ホワイトベース内で可愛がられる。第30話では潜入したジオン軍兵士に捕まり縛りあげられるものの、ロープを強健な歯でかみ切り、三人組だけでジャブロー内GM製造工場に仕掛けられた爆弾を取り外すという離れ業の大活躍を見せる。最終回では3人でア・バオア・クーから脱出するアムロのコア・ファイターを誘導し、高いニュータイプの資質をうかがわせた。子供ながらホワイトベースのクルーとして一年戦争を生き抜いた。
小説版にも腕白な少年として登場する。サイド7からの避難民として木馬（ペガサス）へ収容されるまではアニメ版と変わらないが、民間人はルナツーで全員下艦させられてしまう。以後は終戦までフラウ・ボゥやカツ、キッカと共にルナツーでひたすら下働きに明け暮れ、木馬のマスコット的な存在となることもなく終わる。
漫画『機動戦士ガンダム THE ORIGIN』の特別編「その前夜」では、原作版の第1話の前日譚に当たるサイド7の様子が描かれているが、レツはカツやキッカ同様小学生の扱いであり、不良の不登校児と呼ばれている。母が亡くなったばかりにもかかわらず、父も戦死し、その境遇ゆえに父のことはまだ誰も本人に伝えていないようである（フラウ・ボゥは知っている）。年下のキッカに宿題を教えるカツを「ロリコン」と馬鹿にするクラスメイトたちを殴って追い払い、その縁でレツはカツの家に泊まっている。
一年戦争後、ホワイトベースの乗組員だったハヤトとフラウが結婚し、カツ、キッカとともに養子として引き取られ、レツ・コバヤシ（Letz Kobayashi）と改名している。『機動戦士Ζガンダム』では、第13話にてフラウがアムロの元に訪れた際にカツ、キッカと共にフラウに随伴している。リュウと同じく黒人系のキャラクターだが、監督の富野由悠季が放送コードを当時恐れていたため、肌の色は濃く描かれなかった。
漫画作品『機動戦士ガンダム ピューリッツァー -アムロ・レイは極光の彼方へ-』では、グリプス戦役で戦死した義兄・カツに代わって養母であるフラウや養父・ハヤトの忘れ形見（作中では「妹」）と暮らしながら家を守っている。

### ロラン・チュアン
Rolland Chuan
声 - 川浪葉子
ククルス・ドアンや子供たち（タチ、クム、チヨ）とともに島で暮らす少女。もともとは自閉症気味であったという。子供たちの親を殺した罪の意識に苦悩するククルス・ドアンを優しく見守る。それゆえ、根拠もなくドアンを誹謗中傷するアムロを思わず平手打ちにする。また、戦争によって心がすさみ、沈む夕日の美しさも分からないアムロを憐れむ。
劇場版、および劇場アニメ『機動戦士ガンダム ククルス・ドアンの島』には登場しない。
テレビ版のドアンのエピソードの前日譚を描いたおおのじゅんじの短編漫画「機動戦士ガンダム ククルス・ドアンの島 ―ドアンとロラン―」（『ガンダムエース』2022年8月号付録『ククルス・ドアンエース』に掲載）では、両親をジオン軍に殺され、叔父のグエン・ビン・ミンを頼り車で台北付近の町へ向かう途中、怪我をして動けないドアン（ゲリラ兵といつわっている）を助ける。町に到着するが、叔父は住んでいるマンションにミサイルが直撃し死亡していた。ドアンとともに連邦軍の支配圏行きの難民船に乗るが、ジオン軍とゲリラとの戦いに巻き込まれ、同乗していた子供たちとともに海に投げ出される。ドアンに助けられて救命ボートに乗せられ、島に流れ着く。2週間後の8月27日、ドアンの日記を読み彼の正体を知ってしまうが、「ドアンは悪くない」「悪いのは戦争よ」と涙する。